# Subash Madushan
Subash Madushan Ponweera Archchilage Don (ur. 31 maja 1990 w Hiripitiya) – lankijski piłkarz grający na pozycji obrońcy w klubie Navy Sea Hawks FC.

## Kariera klubowa

### Navy Sea Hawks FC
Madushan od 2014 roku gra w Navy SC, które w 2018 zmieniło nazwę na Navy Sea Hawks FC. W sezonie 2021/2022 w Dialog Champions League piłkarz ten rozegrał 8 meczów i strzelił 3 gole. Sezony 2014/2015 i 2018/2019 Navy Sea Hawks FC z Madushanem w składzie kończyło na czwartym miejscu. W sezonie 2021/2022 wraz ze swoją drużyną Lankijczyk zdobył wicemistrzostwo kraju.

## Kariera reprezentacyjna

### Sri Lanka
Madushan zadebiutował w seniorskiej reprezentacji Sri Lanki 26 sierpnia 2014 w wygranym 1:2 spotkaniu przeciwko Seszelom. Został powołany na mecze towarzyskie z Bangladeszem rozgrywane 24 i 27 października 2014. Znalazł się w kadrze na mecze pierwszej rundy eliminacji do Mistrzostw Świata 2018 przeciwko reprezentacji Bhutanu. Rozegrał oba spotkania (w drugim z nich strzelił swojego premierowego gola), każde z nich zakończyło się porażką Lankijczyków z najniżej sklasyfikowaną wówczas drużyną w rankingu FIFA. Madushana powołano także na Mistrzostwa SAFF 2015. Sri Lanka zakończyła swoje zmagania w półfinale, przegrywając wtedy z Afganistanem 0:5. Madushan wystąpił w każdym z meczów na turnieju. W 2016 wraz ze swoją drużyną narodową pojechał na pierwszą edycję Pucharu Solidarności AFC. Zaliczył jeden występ (spotkanie z Mongolią, przegrane 0:2). Znalazł się w kadrze na Mistrzostwa SAFF 2018 rozgrywane w Dhace. Został wówczas kapitanem drużyny na ten turniej. Rozegrał tam jednak tylko jeden mecz – przeciwko Indiom, przegrany 0:2.

## Statystyki

### Klubowe
(aktualne na dzień 16 lipca 2022)
| Klub               | Sezon              | Liga                    | Liga  | Liga   | Puchar kraju | Puchar kraju | Suma  | Suma   |
| Klub               | Sezon              | Liga                    | Mecze | Bramki | Mecze        | Bramki       | Mecze | Bramki |
| ------------------ | ------------------ | ----------------------- | ----- | ------ | ------------ | ------------ | ----- | ------ |
| Navy Sea Hawks FC  | 2014/15            | Dialog Champions League | ?     | ?      | ?            | ?            | ?     | ?      |
| Navy Sea Hawks FC  | 2015/16            | Dialog Champions League | ?     | ?      | ?            | ?            | ?     | ?      |
| Navy Sea Hawks FC  | 2016/17            | Dialog Champions League | ?     | ?      | ?            | ?            | ?     | ?      |
| Navy Sea Hawks FC  | 2017/18            | Dialog Champions League | ?     | ?      | ?            | ?            | ?     | ?      |
| Navy Sea Hawks FC  | 2018/19            | Dialog Champions League | ?     | ?      | ?            | ?            | ?     | ?      |
| Navy Sea Hawks FC  | 2019/20            | Dialog Champions League | ?     | ?      | ?            | ?            | ?     | ?      |
| Navy Sea Hawks FC  | 2020/21            | Dialog Champions League | ?     | ?      | ?            | ?            | ?     | ?      |
| Navy Sea Hawks FC  | 2021/22            | Dialog Champions League | 8     | 3      | ?            | ?            | ?     | ?      |
| Navy Sea Hawks FC  | 2022/23            | Dialog Champions League | 0     | 0      | 0            | 0            | 0     | 0      |
| Navy Sea Hawks FC  | Ogólnie            | Ogólnie                 | ?     | ?      | ?            | ?            | ?     | ?      |
| Ogólnie w karierze | Ogólnie w karierze | Ogólnie w karierze      | ?     | ?      | ?            | ?            | ?     | ?      |

### Reprezentacyjne
| Reprezentacja | Rok     | Mecze | Bramki |
| ------------- | ------- | ----- | ------ |
| Sri Lanka     | 2014    | 3     | 0      |
| Sri Lanka     | 2015    | 6     | 1      |
| Sri Lanka     | 2016    | 3     | 0      |
| Sri Lanka     | 2018    | 3     | 0      |
| Ogólnie       | Ogólnie | 15    | 1      |

| Mecze i gole w reprezentacji | Mecze i gole w reprezentacji | Mecze i gole w reprezentacji | Mecze i gole w reprezentacji | Mecze i gole w reprezentacji | Mecze i gole w reprezentacji | Mecze i gole w reprezentacji | Mecze i gole w reprezentacji                    |
| Sri Lanka                    | Sri Lanka                    | Sri Lanka                    | Sri Lanka                    | Sri Lanka                    | Sri Lanka                    | Sri Lanka                    | Sri Lanka                                       |
| Lp.                          | Data                         | Miejsce                      | Gospodarz                    | Gość                         | Wynik                        | Gol                          | Rozgrywki                                       |
| ---------------------------- | ---------------------------- | ---------------------------- | ---------------------------- | ---------------------------- | ---------------------------- | ---------------------------- | ----------------------------------------------- |
| 1.                           | 26.08.2014                   | Victoria                     | Seszele                      | Sri Lanka                    | 1:2                          |                              | Mecz towarzyski                                 |
| 2.                           | 24.10.2014                   | Dźoszohor                    | Bangladesz                   | Sri Lanka                    | 1:1                          |                              | Mecz towarzyski                                 |
| 3.                           | 27.10.2014                   | Radźszahi                    | Bangladesz                   | Sri Lanka                    | 1:0                          |                              | Mecz towarzyski                                 |
| 4.                           | 02.02.2015                   | Dhaka                        | Bangladesz                   | Sri Lanka                    | 1:0                          |                              | Mecz towarzyski                                 |
| 5.                           | 12.03.2015                   | Kolombo                      | Sri Lanka                    | Bhutan                       | 0:1                          |                              | Mistrzostwa Świata 2018 – eliminacje strefy AFC |
| 6.                           | 17.03.2015                   | Thimphu                      | Bhutan                       | Sri Lanka                    | 2:1                          | Gol                          | Mistrzostwa Świata 2018 – eliminacje strefy AFC |
| 7.                           | 23.12.2015                   | Thiruvananthapuram           | Nepal                        | Sri Lanka                    | 0:1                          |                              | Mistrzostwa SAFF 2015                           |
| 8.                           | 25.12.2015                   | Thiruvananthapuram           | Indie                        | Sri Lanka                    | 2:0                          |                              | Mistrzostwa SAFF 2015                           |
| 9.                           | 31.12.2015                   | Thiruvananthapuram           | Afganistan                   | Sri Lanka                    | 5:0                          |                              | Mistrzostwa SAFF 2015                           |
| 10.                          | 08.01.2016                   | Dźoszohor                    | Bangladesz                   | Sri Lanka                    | 4:2                          |                              | Mecz towarzyski                                 |
| 11.                          | 09.10.2016                   | Phnom Penh                   | Kambodża                     | Sri Lanka                    | 4:0                          |                              | Mecz towarzyski                                 |
| 12.                          | 06.11.2016                   | Kuching                      | Mongolia                     | Sri Lanka                    | 2:0                          |                              | Puchar Solidarności AFC 2016                    |
| 13.                          | 29.08.2018                   | Nilphamari                   | Bangladesz                   | Sri Lanka                    | 0:1                          |                              | Mecz towarzyski                                 |
| 14.                          | 05.09.2018                   | Dhaka                        | Indie                        | Sri Lanka                    | 2:0                          |                              | Mistrzostwa SAFF 2018                           |
| 15.                          | 12.10.2018                   | Kolombo                      | Sri Lanka                    | Malezja                      | 1:4                          |                              | Mecz towarzyski                                 |

## Sukcesy
Sukcesy w karierze klubowej:

### Navy Sea Hawks FC
- Wicemistrzostwo Sri Lanki (1×): 2021/2022

Sukcesy w karierze reprezentacyjnej:

### Sri Lanka
- półfinał mistrzostw SAFF (1×): 2015